# Eckschwanzsperber

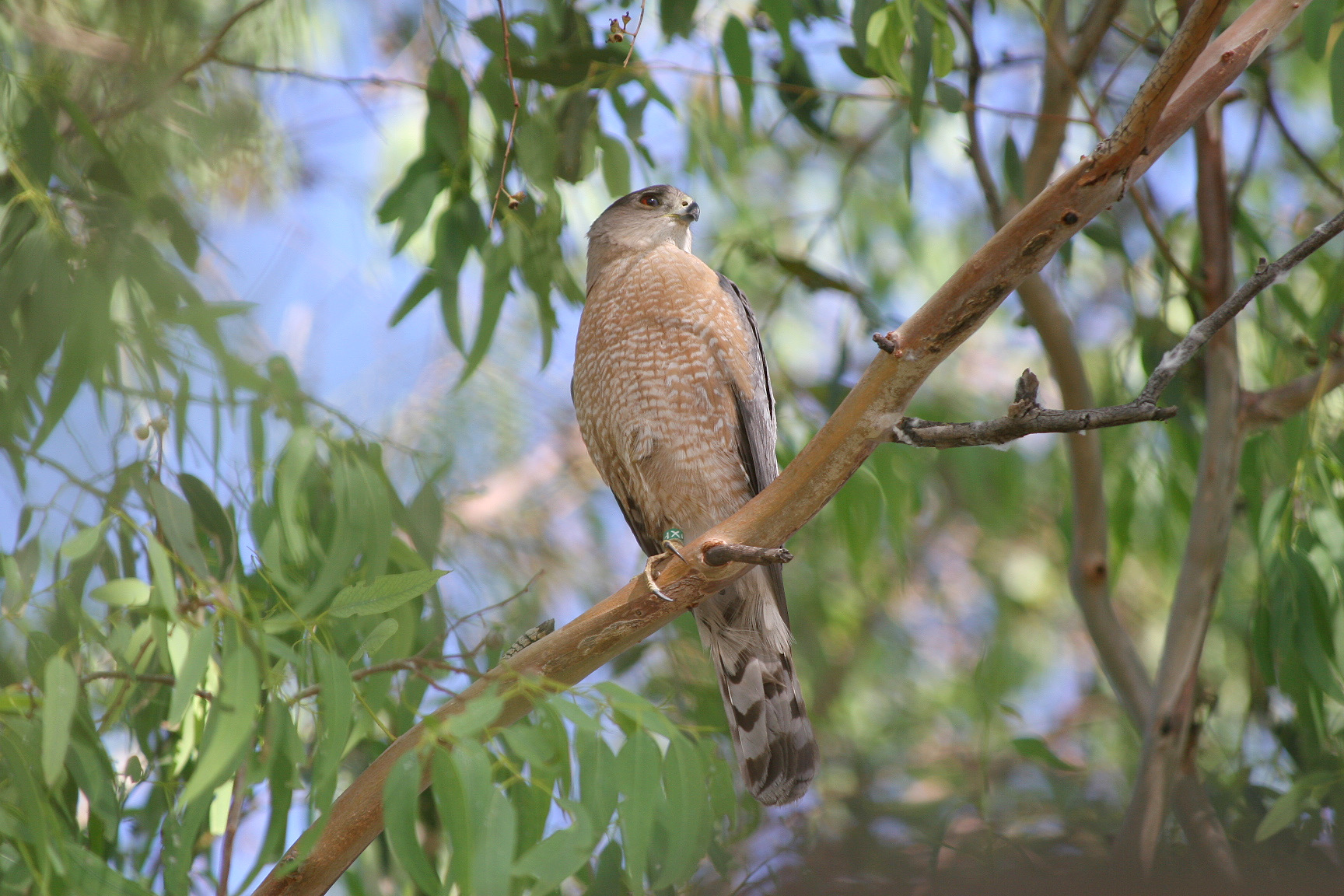

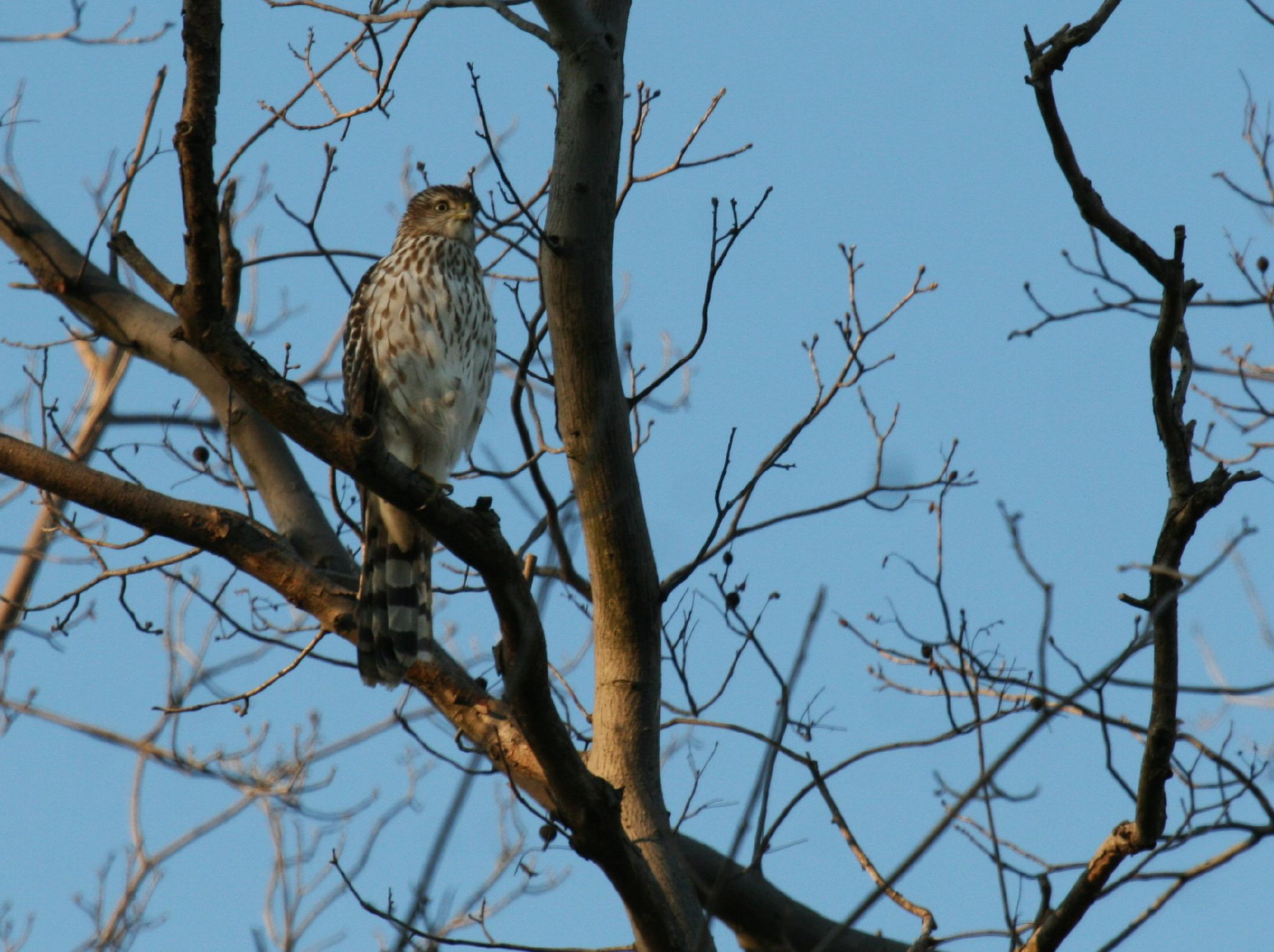
Eckschwanzsperber im Jugendkleid

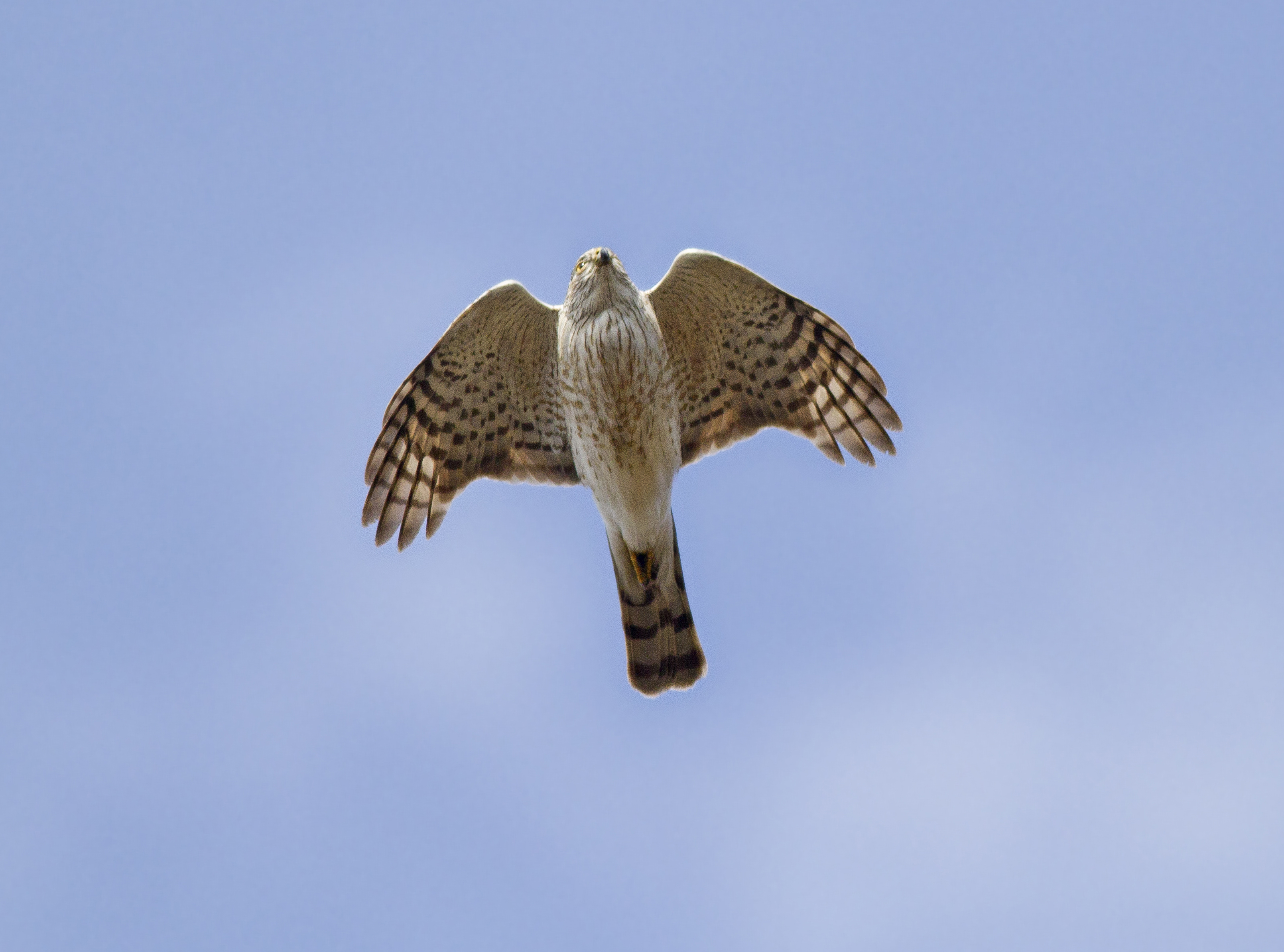
Junger Eckschwanzsperber im Flug

Der Eckschwanzsperber (Accipiter striatus) ist ein kleiner Greifvogel aus der Familie der Habichtartigen (Accipitridae). Sein Verbreitungsgebiet umfasst die boreale und Teile der gemäßigten Zone Nordamerikas sowie Teile Zentralamerikas und der Karibik.
Die Zahl der Unterarten wird kontrovers diskutiert, sieben Unterarten gelten als relativ unumstritten. Von einigen Autoren werden auch noch der mittelamerikanische Weißbrustsperber (A. chionogaster) und die beiden südamerikanischen Formen Andensperber (A. ventralis) und Rotschenkelsperber (A. erythronemius) als Unterarten zu dieser Art gestellt. Nach anderer Auffassung kommt ihnen Artstatus zu und sie bilden dann gemeinsam mit dem Eckschwanzsperber eine Superspecies.

## Beschreibung
Der Eckschwanzsperber ist die kleinste der drei nordamerikanischen Accipiter-Arten. Der Sexualdimorphismus ist bei dieser Art besonders ausgeprägt. Während Männchen 24–27 cm Körperlänge, eine Flügelspannweite von 53–56 cm und ein Gewicht von 87–114 g aufweisen, sind Weibchen mit einer Körperlänge von 29–34 cm und einer Flügelspannweite von 58–65 cm erheblich größer und mit einem Gewicht von 150–218 g bis zu 100 % schwerer. Der mit 13–18 cm recht lange Schwanz ist im Unterschied zu dem des Rundschwanzsperbers relativ eckig oder mittig leicht eingekerbt. Die Flügel sind relativ kurz und gerundet. Die Beine und Füße sind gelb, lang und sehr dünn. Der Tarsometatarsus ist seitlich abgeflacht, worauf sich der englische Name Sharp-shinned Hawk bezieht. Der Schnabel ist zur Spitze hin schwärzlich und wird zur Basis hin heller. Die Schnabelwinkel sind gelb oder grünlich gelb, der Rachen ist hell kobaltblau gefärbt. Die Wachshaut ist weißlich, gelblich oder grünlich gelb, das Supraorbitale olivgrün. Die Iris ist bei juvenilen Vögeln gelb bis orange und wird mit zunehmendem Alter dunkler bis hin zu rot. Vögel mit roter Iris sind mit hoher Wahrscheinlichkeit mindestens drei Kalenderjahre alt.

### Adultkleid
Adulte Männchen sind oberseits dunkel bleigrau bis bläulich schiefergrau. Der Scheitel ist dunkel bleigrau oder sepiafarben, wobei die Federn der Stirn zimtfarben gesäumt sind und der Hinterkopf schwärzlich-grau gefärbt ist. Die Zügelpartie ist hellgrau, die Ohrdecken und übrigen Kopfseiten sind gelblich braun bis braungrau. Die Kehle ist weißlich bis beige und oftmals durch dunkle Schaftstriche gezeichnet. Die Unterseite ist auf weißlichem Grund an Brust, Bauch und Flanken grob rostfarben gebändert und mit feinen schwarzen Schaftstrichen durchsetzt. Die Bänderung kann individuell unterschiedlich kräftig oder dicht ausfallen, aber nur in seltenen Fällen scheint kaum noch die weiße Grundfärbung durch. Die Beinbefiederung ist ebenfalls rötlich gebändert, die Unterschwanzdecken sind weiß. Der meist eckige Schwanz trägt auf mittelgrauem Grund drei bis fünf breite, dunkelgraue Binden, von denen die Endbinde am breitesten ist. Die dunklen Binden sind schmaler als die helleren Zwischenräume. Zusätzlich findet sich oft noch im frisch vermauserten Gefieder ein schmaler weißer Endsaum, der aber durch Abnutzung bald kaum noch zu sehen ist. Die Oberflügel sind dunkel bleigrau, wobei die gebänderten Schwingen an der Basis und auf den Innenfahnen weißlich aufgehellt sind. Unterseits sind die Schwingen blass grau mit schwärzlicher Bänderung, die an den inneren Handschwingen und zum Ende der Armschwingen hin heller wird. Die Unterflügeldecken und Achselfedern sind auf weißlichem Grund rostfarben gebändert.
Weibchen sind den Männchen in den Gefiedermerkmalen sehr ähnlich. Oberseits sind sie aber insgesamt bräunlicher bis hin zu olivbraun gefärbt. Die Unterseite ist meist weniger kräftig gebändert als beim Männchen.

### Jugendkleid
Vögel im Jugendkleid sind oberseits dunkel bräunlich. Kopf und Nacken sind auf weißlichem Grund dunkel gestrichelt, wobei sich die Strichelung auf Oberkopf und Nacken stark verdichtet und Ohrdecken und Nacken zimtbeige getönt sind. Der Überaugenstreif ist weißlich und die Scheitelfedern können rötlich-braun gesäumt sein. Rücken, Schultern, Bürzel, Oberschwanzdecken und Oberflügeldecken sind matt dunkel braungrau mit gelblich oder rötlich beigen Säumen. Die Steuerfedern und Schwingen sind wie die übrige Oberseite gefärbt oder grauer. Erstere tragen drei bis fünf dunkle Binden und einen weißlichen Spitzensaum, letztere eine unauffällige Bänderung. Zudem zeigen die Armschwingen einen hellen bis zimtfarbenen Außensaum. Einzelne Schulterfedern und innere Armschwingen können große weiße Flecken aufweisen. Die Unterseite ist auf weißem oder cremefarbenem Grund hellbraun, braun oder dunkel rötlich braun längsgestreift. Die Zeichnung ist auf der Brust am kräftigsten und wird zum Bauch hin schmaler und langgezogen tropfenförmig. Flanken und Beinbefiederung können dunkel gebändert sein. Die Unterschwanzdecken sind weiß und manchmal gelblich beige gesäumt. Die Flügelunterseite ist weißlich mit dunkler Bänderung auf den Schwingen und teils tropfenförmiger Längsstrichelung oder Bänderung auf den Unterflügeldecken.

## Stimme
Die stimmlichen Äußerungen des Eckschwanzsperbers sind kaum untersucht. Die Art scheint insgesamt nicht sehr ruffreudig zu sein, nur zur Brutzeit kommunizieren Paare am Brutplatz viel mittels verschiedener Lautäußerungen. Die Stimme des Männchens scheint höher zu sein als die des Weibchens. Der Alarmruf ist ein aufgeregtes kek-kek-kek oder kik-kik-kik. Im Unterschied zu den ähnlichen Rufen des Rundschwanzsperbers sind diese Rufe höher, leiser und schneller. Beim Hassen auf einen Virginia-Uhu wurde ein Ruf festgestellt, der als ricki-ticki-ticki-ticki-ticki wiedergegeben werden kann. Als vermutlicher Balzruf wird ein klagendes Pfeifen beschrieben.

## Verbreitung
Die Brutverbreitung des Eckschwanzsperbers erstreckt sich in Nordamerika über die Zone der Borealen Nadelwälder sowie unter Auslassung des mittleren Nordamerikas in zwei Ausläufern südwärts: Im Westen entlang der Rocky Mountains und der Sierra Madre Occidental bis Mittelamerika; im Osten entlang der Appalachen. Zudem kommt die Art auf Teilen der Westindischen Inseln vor.
Das Areal reicht im Norden etwa bis an die arktische Waldgrenze heran. Es erstreckt sich über das mittlere und südöstliche Alaska; in Kanada zieht sich der Nordrand der Verbreitung durch den Norden Yukons und mittig durch die Nordwest-Territorien, den äußersten Südwesten Nunavuts, den äußersten Nordosten Saskatchewans, den Norden Manitobas und Ontarios und das mittlere Québec. Zudem kommt die Art noch im Süden Labradors, im Südostteil Neufundlands und vermutlich auf Anticosti vor. Im südlichen Kanada fehlt sie im südöstlichen Alberta, im Südwesten und Süden Saskatchewans mit Ausnahme von Cypress Hills und im südwestlichen Manitoba.
In den westlichen USA reicht die Brutverbreitung lückenhaft von Washington, Idaho und dem westlichen Montana südwärts bis ins mittlere Kalifornien, ins südliche Nevada, in den Nordwesten und Südosten Arizonas und in den Süden New Mexicos. Ostwärts reicht die Verbreitung in Ausläufern und Verbreitungsinseln bis in den Südosten Wyomings, nach North und South Dakota, ins mittlere Colorado und bis in die östliche Mitte New Mexicos. Möglicherweise ist die Art ein seltener Brutvogel in den Bergwäldern des westlichen Texas. Im Osten der USA reicht das Areal vom Nordosten Minnesotas durch das Gebiet der Großen Seen bis an den östlichen Rand der Appalachen und zerstreut bis an die Ostküste sowie entlang der Appalachen südwestwärts bis einschließlich Tennessee. Sporadisch gibt es jedoch auch Brutvorkommen in den mittleren USA und südlich der Hauptverbreitung.
In Mittelamerika erstreckt sich die Verbreitung vom östlichen Sonora und westlichen Chihuahua entlang der Sierra Madre Occidental und durch die Sierra Madre del Sur bis in den Norden Oaxacas sowie in einem Ausläufer an der Sierra Madre Oriental nordwärts bis in den Südosten Coahuilas. Weitere Vorkommen gibt es im Norden Coahuilas, im Westen Guerreros und vermutlich im Norden von Baja California Norte. Von den Westindischen Inseln sind Kuba, die Mitte Hispaniolas und Teile Puerto Ricos besiedelt.

## Wanderungen
Der Eckschwanzsperber ist ein Teilzieher, dessen nördliche Populationen ihre Brutgebiete größtenteils räumen und in breiter Front und großer Höhe südwärts ziehen. Die Populationen südlich der Vereinigten Staaten sind überwiegend Standvögel.
Die Überwinterungsgebiete liegen südlich einer Linie, die etwa von der Südostküste Alaskas durch das südliche British Columbia, das mittlere Idaho, Montana, South Dakota, den Süden Minnesotas, das mittlere Wisconsin und den Norden von Unter-Michigan, durch den äußersten Süden Ontarios, das nördliche New York und die Neuenglandstaaten bis ins südöstliche Neufundland reicht. Südwärts erstrecken sie sich bis in den Westen Panamas und über die Westindischen Inseln bis zu den Bahamas. Auf Bermuda ist die Art gelegentlicher Wintergast.
An den Beobachtungspunkten im Norden der USA sind die ersten Durchzügler ab Anfang August festzustellen. Am Hawk Mountain Sanctuary in Pennsylvania zieht das Gros an Eckschwanzsperbern im Laufe des Oktobers durch. Maxima sind dort um den 7. Oktober herum festzustellen und Anfang November ist das Zuggeschehen weitgehend abgeschlossen. Der Frühjahrszug ist im Allgemeinen weniger auffällig. Er beginnt in Pennsylvania Ende März und endet Anfang Mai.

## Geografische Variation
Es werden sieben Unterarten anerkannt:
- Accipiter striatus fringilloides Vigors, 1827[11] – Kuba
- A. s. madrensis Storer, 1952[12] – Guerrero und vielleicht westliches Oaxaca
- A. s. perobscurus Snyder, 1938[13] – Haida Gwaii und möglicherweise gegenüberliegende Küstenregion in British Columbia
- A. s. striatus Vieillot, 1808[14] – Hispaniola
- A. s. suttoni Van Rossem, 1939[15] – äußerster Süden von New Mexico südwärts bis Veracruz
- A. s. velox (Wilson, A), 1812[16] – Alaska und Kanada südwärts bis Kalifornien
- A. s. venator Wetmore, 1914[17] – Puerto Rico

## Lebensraum
Der Eckschwanzsperber brütet in nahezu allen Waldformen und insbesondere in solchen, die wenigstens einige eingesprengte Nadelbäume aufweisen. Die Höhenverbreitung reicht von der Ebene bis in Hochgebirgsregionen.

## Ernährung

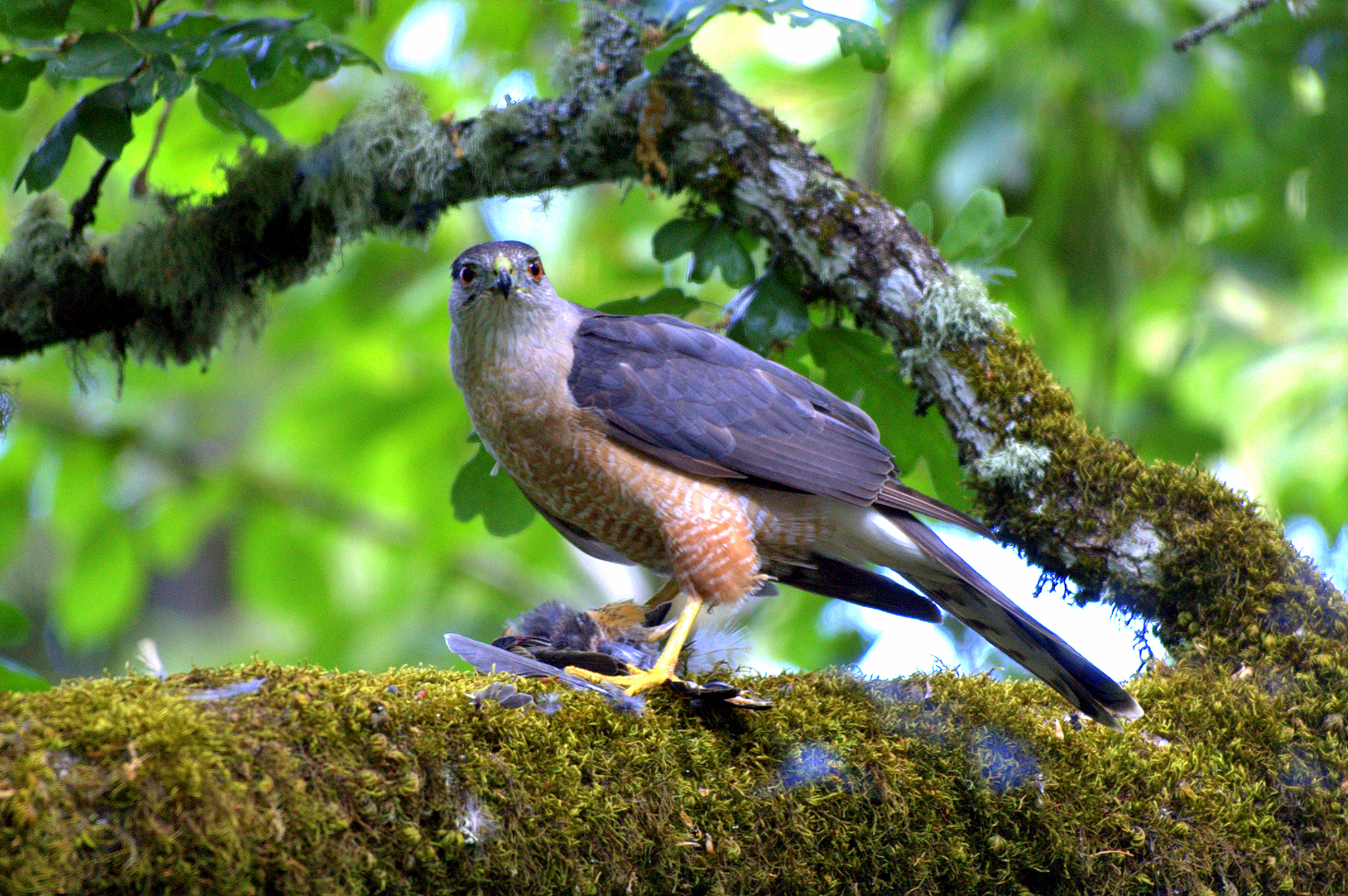
Eckschwanzsperber mit Beute

Der Eckschwanzsperber ernährt sich vorwiegend von Kleinvögeln. Seltener kommen kleine Säugetiere und gelegentlich Insekten als Beute hinzu.
Die meisten erbeuteten Vögel sind Singvögel mit unter 40 g Gewicht, es werden aber auch beispielsweise Wanderdrosseln mit etwa 77 g Körpergewicht geschlagen. Das bislang größte festgestellte Beutetier war ein Kragenhuhn. Zu den am häufigsten erbeuteten Gattungen gehören Dendroica, Melospiza, Turdus, Hylocichla und Spizella sowie nach einer anderen Untersuchung auch Junco und Passer. Zur Brutzeit ist die Anzahl erbeuteter Singvogelnestlinge oft sehr hoch.
Die Beute wird meist im Überraschungsangriff aus der Deckung, von einer Warte oder aus dem niedrigen Flug heraus angegriffen. Manchmal kommt es dabei zu einer kurzen Verfolgungsjagd. Meist wird die Jagd aber schnell abgebrochen, wenn ein Angriffsversuch fehlschlug. Vor dem Verzehr wird die Beute meist an einem erhöhten Ort gerupft.

## Fortpflanzung

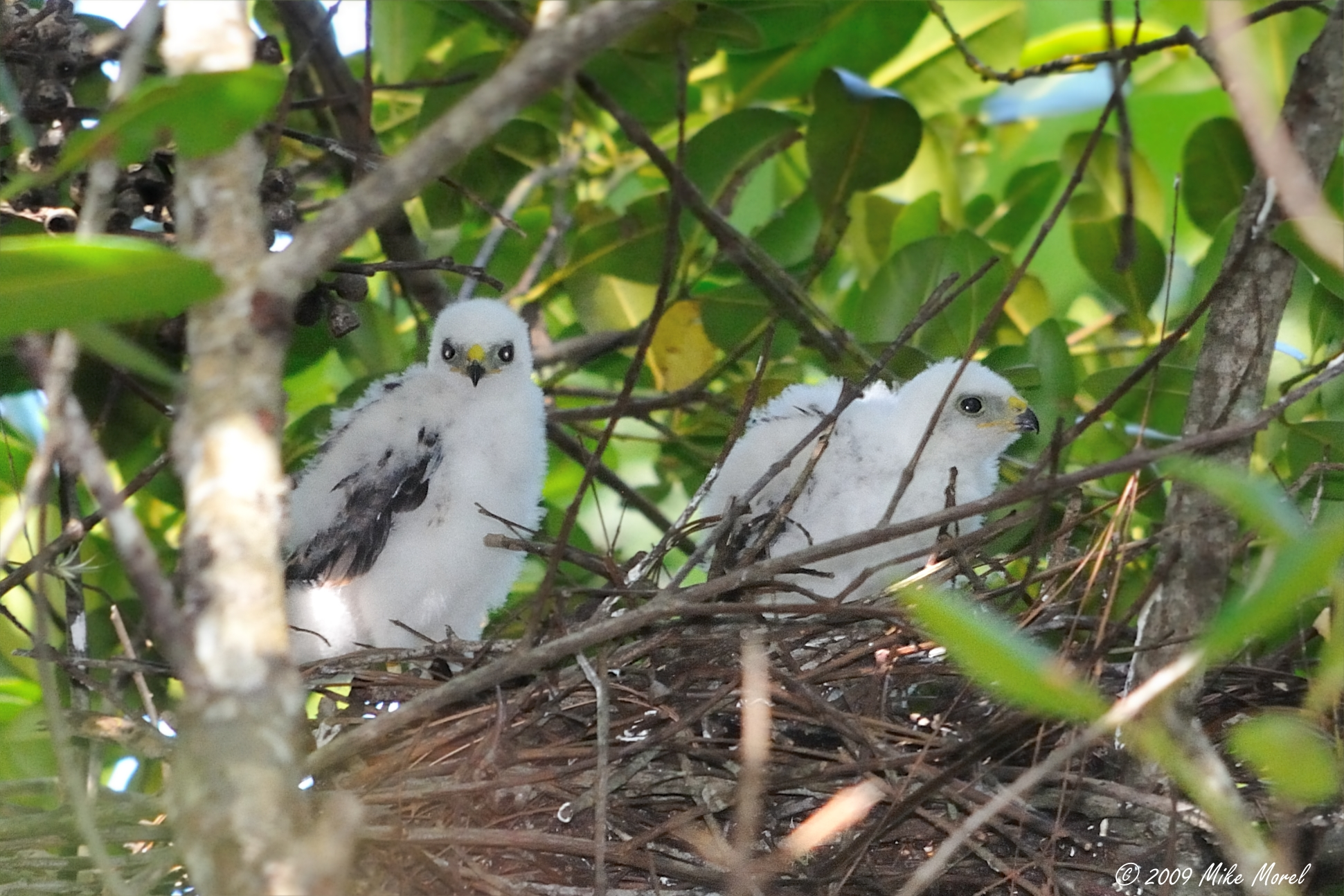
Zwei Nestlinge des Eckschwanzsperbers

Die meisten Eckschwanzsperber brüten erstmals im Alter von zwei Jahren. Einige Vögel, bei denen es sich meist um Weibchen handelt, schreiten bereits im ersten Lebensjahr zur Brut. Es findet eine Jahresbrut statt. In Puerto Rico kommt es bei Verlust der ersten Brut zu Ersatzbruten. Die Art ist vermutlich monogam, es liegen aber keine genaueren Studien dazu vor.
In den gemäßigten Breiten trifft der Eckschwanzsperber etwa ab Ende April in den Brutgebieten ein. Die Legezeit erstreckt sich hier über die Monate Mai und Juni. Die Jungen fliegen zwischen Anfang Juni und spätestens Ende September aus. In den Tropen, wo die Art Standvogel ist, werden die Reviere bereits ab Dezember oder Januar wiederbesetzt. In Puerto Rico erfolgt die Eiablage zwischen Mitte März und Ende April, die Jungen fliegen etwa zwischen Mitte Mai und Ende Juni aus. Die Brutzeit ist hier um etwa zwei Monate ausgedehnt.
Zur Brutzeit wird das Revier vehement gegen Eindringlinge verteidigt. Die Art verhält sich sehr heimlich, fällt aber durch die Balzflüge über dem Nistplatz auf. Dabei kreisen beide Partner in größerer Höhe, führen wellenförmige Flugmanöver aus oder lassen sich mit angelegten Flügeln in großer Geschwindigkeit abwärts gleiten. Die Balzflüge dauern zwischen drei und 20 Minuten, danach lassen sich die Vögel wieder ins Kronendach hinabfallen. Nach den Balzflügen kommt es oft zur Kopulation.
Der Horst steht meist in Baumbeständen mit guter Deckung und befindet sich ein gutes Stück unterhalb der Baumkronen. Typischerweise werden kleine Gruppen von Nadelbäumen in Laubwaldbeständen gewählt; die Art nistet aber auch in Laubbäumen oder in allen möglichen Waldformen. Die Umgebung der Neststandorte wird meist im folgenden Jahr wieder bezogen, wobei aber nur selten das alte Nest verwendet wird. In manchen Revieren fanden sich bis zu fünf alte Horste.
Beide Partner tragen das Nistmaterial herbei, das aber hauptsächlich vom Weibchen verbaut wird. Der Horst ist ein breiter und flacher Bau aus abgestorbenen Koniferenzweigen, der bisweilen etwas mit Rinde ausgekleidet wird. Im Vergleich zur Körpergröße der Art ist er oft relativ groß. Der Durchmesser liegt zwischen 35 und 60 cm, die Höhe zwischen 10 und 14 cm.
Das Gelege besteht aus 3–8, meist aber 4 oder 5 rundlich ovalen Eiern von etwa 38 × 30 mm Größe. Sie sind auf altweißem oder bläulich weißem Grund in unterschiedlichem Maße braun, weinrötlich, violett oder nussbraun gefleckt, wobei die Fleckung am Grund oder mittig verdichtet sein kann. Die Oberfläche ist matt. Da die Jungen meist innerhalb von 48 Stunden schlüpfen, wird vermutlich mit der Bebrütung erst begonnen, wenn das Gelege wenigstens teilweise vollständig ist. Die Bebrütungsdauer liegt etwa bei 30–32 Tagen, wobei das Männchen nur selten brütet.
Nach dem Schlüpfen werden die Jungen etwa 16–23 Tage lang vom Weibchen gehudert. Während der Bebrütung und der Huderphase versorgt das Männchen das Weibchen und später die Jungen vollständig mit Beute. Dazu sucht es die Umgebung des Horstes auf, lässt sich mit einem bereits gerupften Beutetier an einem leicht erhöhten Platz nieder und ruft das Weibchen zur Übergabe heran. Verweilt es danach länger in Horstnähe, wird es aggressiv vom Weibchen vertrieben. Später beteiligt sich auch das Weibchen am Erjagen der Beute. In der Anfangszeit zerteilt es die Nahrung und verfüttert sie an die Jungen. Erst in der Zeit vor dem Flüggewerden der Jungen wird die Beute einfach auf dem Nest abgelegt. Nach dem Ausfliegen bringen beide Eltern weiterhin Nahrung herbei. Zunächst lassen sie die Beute noch ins Nest fallen, später wird sie den Jungen in der Luft übergeben. Nach sechs Wochen reduziert das Männchen die Nahrungslieferungen drastisch. In den Tropen erfolgt diese „Entwöhnung“ offenbar etwa ein bis zwei Wochen später.
Die Jungen beginnen etwa im Alter von 40 Tagen mit den ersten Versuchen, selbstständig zu jagen. In Puerto Rico konnte dies erst bei 51–68 Tage alten Jungvögeln beobachtet werden.